# Бюрглен (Ури)
Бюрглен (нем. Bürglen UR) — коммуна в Швейцарии, в кантоне Ури. 
Население составляет 3947 человек (на 31 декабря 2006 года). Официальный код  —  1205.